# Manoir de Trébodennic
Le manoir de Trébodennic est situé dans le département du Finistère sur la commune de Ploudaniel. Il est situé à l’est et à la sortie du bourg, près de la route de Trégarantec. Il fait l’objet d’une inscription au titre des monuments historiques depuis le 10 juin 1932.

## Histoire
Construit en 1584 pour Alain de Poulpry, seigneur de Lavengat, chanoine du Léon et de Cornouaille, conseiller au Parlement de Bretagne, qui le lègue à son neveu Alain de Poulpry ; le manoir devient la résidence de la branche aînée des marquis du même nom. 
La famille de Poulpry était présente aux Croisades en 1190 et 1248. Entre 1573 et 1707 cinq de ses membres sont conseillers au Parlement de Bretagne. Louis-Marie de Poulpry acquiert en 1766 un hôtel particulier (l'hôtel de Poulpry) à Paris et était l'un des Bretons les plus fortunés de son temps, mais il n'eût pas d'enfant. C'est un neveu, Jean-François de Poulpry, qui en hérité, mais comme il émigre, le château est vendu comme bien national. 
Il est partiellement démoli après la Révolution française (les deux-tiers du château, dont la façade était longue de 50 mètres). Il subsiste du bâtiment d'origine le corps de logis principal avec sa façade de style Renaissance avec ses trois lucarnes à frontons courbés, une fine tourelle à cul-de-lampe et une porte d'entrée entourée de cariatides ornées de motifs. Sur le fronton couronné d'urnes à fleurs figure un joueur de tambour et une femme, une flûte à la main. Le blason sur la cheminée monumentale fut martelé lors de la Révolution française. 
En 1850 de nouveaux propriétaires, la famille Croc le fait rénover et agrandir en faisant construire un nouveau pavillon, flanqué de deux tours jumelles sur la façade principale pour remplacer l'une des ailes disparues. 

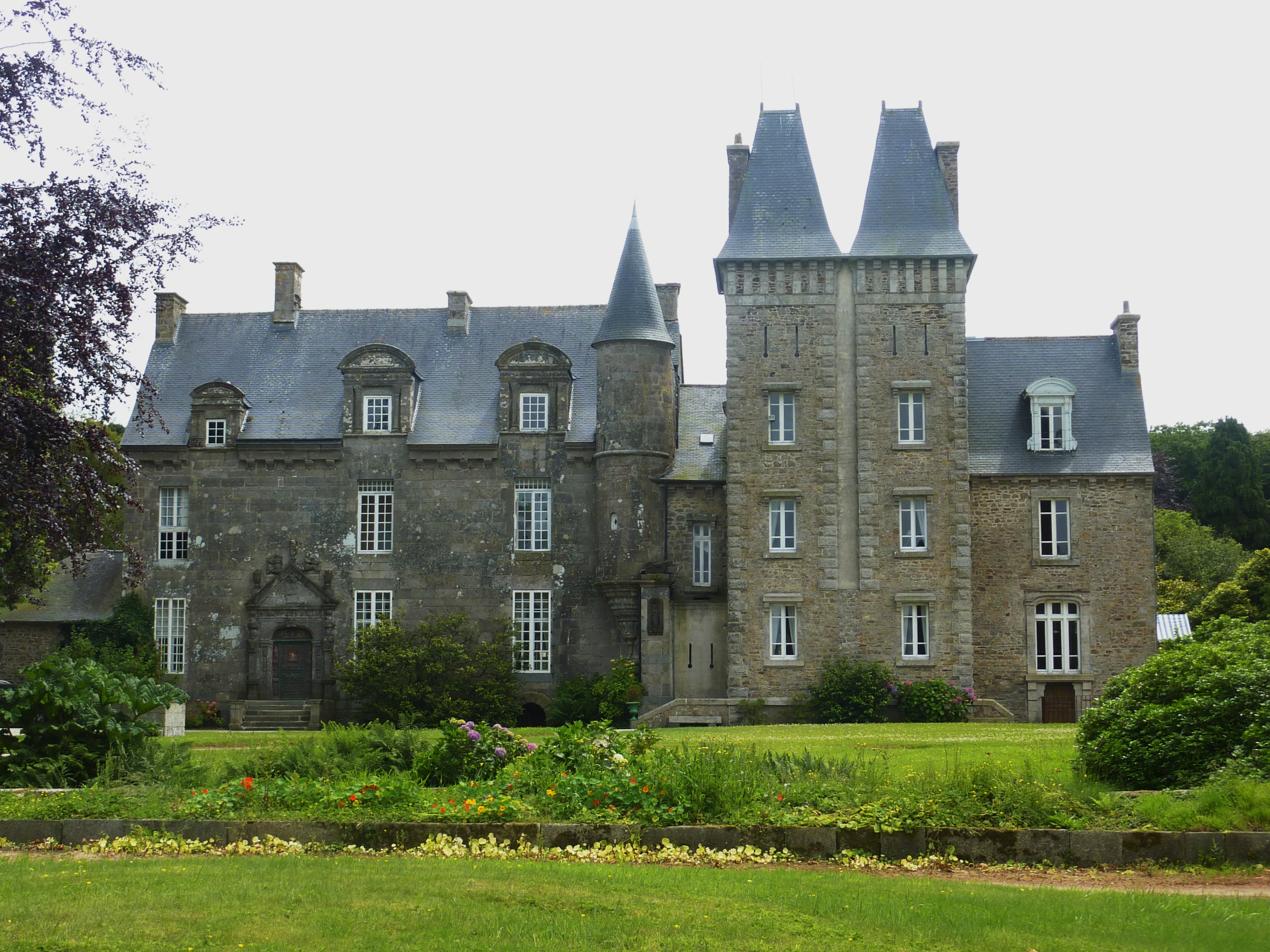
Façade
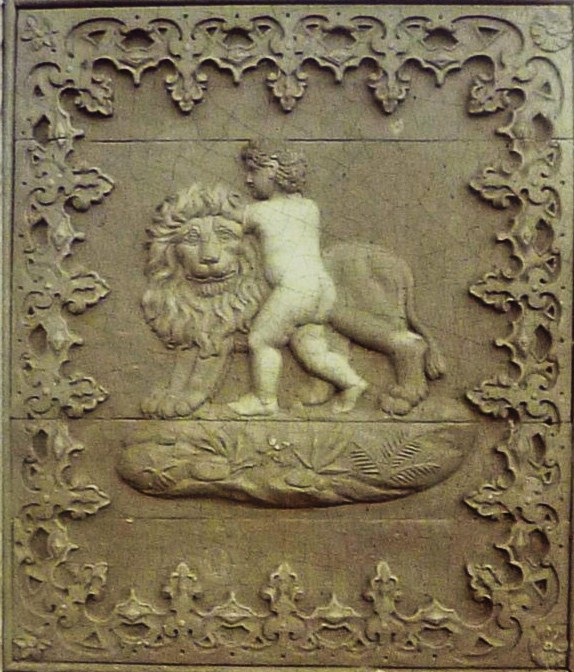
Décor
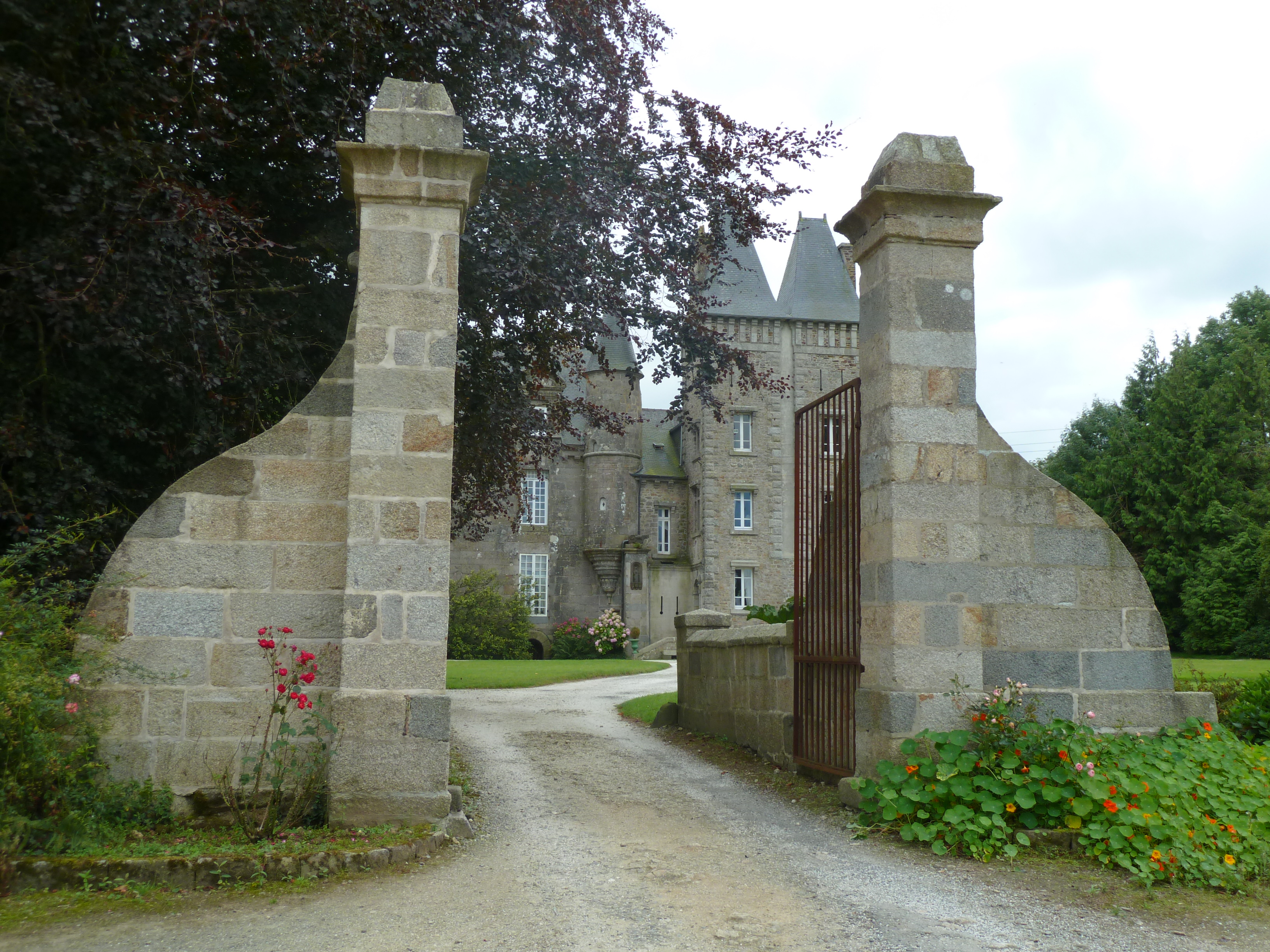
Entrée
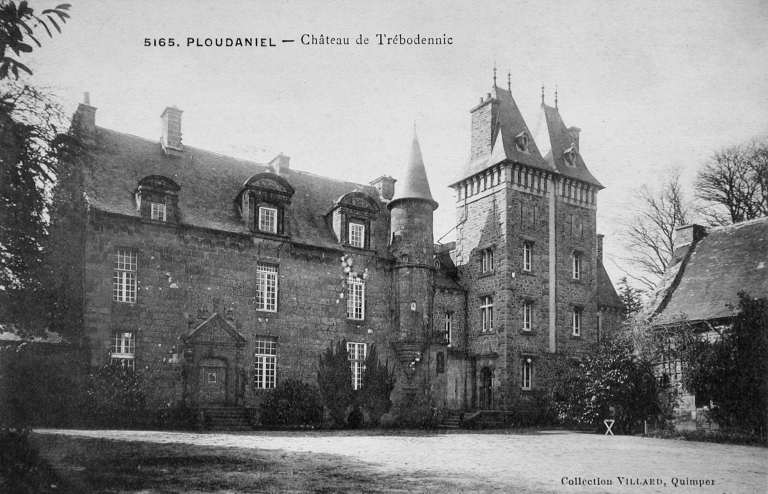
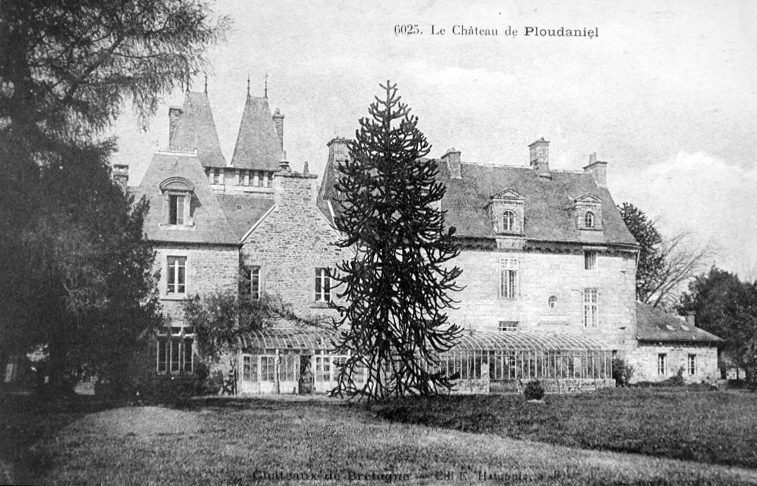